# Favosipora watersi
Favosipora watersi är en mossdjursart som först beskrevs av John Borg 1944.  Favosipora watersi ingår i släktet Favosipora och familjen Densiporidae. Inga underarter finns listade i Catalogue of Life.